# The Women's Tour 2021
Il Women's Tour 2021, settima edizione della corsa, valevole come diciassettesima prova dell'UCI Women's World Tour 2021 categoria 2.WWT, si svolse in sei tappe dal 4 al 9 ottobre 2021 su un percorso di 635 km, con partenza da Bicester e arrivo a Felixstowe, nel Regno Unito. La vittoria fu appannaggio dell'olandese Demi Vollering, che completò il percorso in 15h54'38", alla media di 39,911 km/h, precedendo le francesi Juliette Labous e Clara Copponi.
Sul traguardo di Felixstowe 73 cicliste, su 89 partite da Bicester, portarono a termine la competizione.

## Tappe
| Tappa  | Data      | Percorso                                    | km    | Vincitore di tappa | Leader cl. generale |
| ------ | --------- | ------------------------------------------- | ----- | ------------------ | ------------------- |
| 1ª     | 4 ottobre | Bicester > Banbury                          | 147,7 | Marta Bastianelli  | Marta Bastianelli   |
| 2ª     | 5 ottobre | Walsall > Walsall                           | 102,2 | Amy Pieters        | Clara Copponi       |
| 3ª     | 6 ottobre | Atherstone > Atherstone (cron. individuale) | 16,6  | Demi Vollering     | Demi Vollering      |
| 4ª     | 7 ottobre | Shoeburyness > Southend-on-Sea              | 117,8 | Lorena Wiebes      | Demi Vollering      |
| 5ª     | 8 ottobre | Colchester > Clacton-on-Sea                 | 95,4  | Lorena Wiebes      | Demi Vollering      |
| 6ª     | 9 ottobre | Haverhill > Felixstowe                      | 155,3 | Elisa Balsamo      | Demi Vollering      |
| Totale | Totale    | Totale                                      | 635   |                    |                     |

## Squadre e corridori partecipanti
| N.    | Cod. | Squadra                  |
| ----- | ---- | ------------------------ |
| 1-6   | TFS  | Trek-Segafredo           |
| 12-15 | CSR  | Canyon-SRAM Racing       |
| 21-26 | SDW  | Team SD Worx             |
| 31-36 | ALE  | Alé BTC Ljubljana        |
| 41-46 | HPU  | Team Coop-Hitec Products |
| 51-56 | AWO  | AWOL O'Shea              |
| 61-66 | FDJ  | FDJ Nouvelle-Aquitaine   |
| 71-76 | PHV  | Parkhotel Valkenburg     |

| N.      | Cod. | Squadra                  |
| ------- | ---- | ------------------------ |
| 81-86   | CAT  | CAMS-Basso               |
| 92-96   | LIV  | Liv Racing               |
| 101-106 | TIB  | Team Tibco-SVB           |
| 111-116 | DRP  | Drops-Le Col s/b TEMPUR. |
| 121-126 | MOV  | Movistar Team Women      |
| 131-136 | VAL  | Valcar-Travel & Service  |
| 141-146 | BEX  | Team BikeExchange        |
| 151-156 | DSM  | Team DSM                 |

## Dettagli delle tappe

### 1ª tappa
- 4 ottobre: Bicester > Banbury – 147,7 km

Risultati
| Pos. | Corridore         | Squadra | Tempo    |
| ---- | ----------------- | ------- | -------- |
| 1    | Marta Bastianelli | Alé     | 3h44'41" |
| 2    | Chloe Hosking     | Trek    | s.t.     |
| 3    | Clara Copponi     | FDJ     | s.t.     |

| Pos. | Corridore         | Squadra | Tempo    |
| ---- | ----------------- | ------- | -------- |
| 1    | Marta Bastianelli | Alé     | 3h44'31" |
| 2    | Chloe Hosking     | Trek    | a 4"     |
| 3    | Nina Kessler      | Tibco   | s.t.     |

### 2ª tappa
- 5 ottobre: Walsall > Walsall – 102,2 km

Risultati
| Pos. | Corridore        | Squadra  | Tempo    |
| ---- | ---------------- | -------- | -------- |
| 1    | Amy Pieters      | SD Worx  | 2h38'03" |
| 2    | Clara Copponi    | FDJ      | s.t.     |
| 3    | Sheyla Gutiérrez | Movistar | s.t.     |

| Pos. | Corridore        | Squadra  | Tempo    |
| ---- | ---------------- | -------- | -------- |
| 1    | Clara Copponi    | FDJ      | 6h22'33" |
| 2    | Amy Pieters      | SD Worx  | s.t.     |
| 3    | Sheyla Gutiérrez | Movistar | a 6"     |

### 3ª tappa
- 6 ottobre: Atherstone > Atherstone – Cronometro individuale – 16,6 km

Risultati
| Pos. | Corridore       | Squadra | Tempo   |
| ---- | --------------- | ------- | ------- |
| 1    | Demi Vollering  | SD Worx | 23'12"  |
| 2    | Joscelin Lowden | Drops   | a 1'04" |
| 3    | Leah Kirchmann  | DSM     | a 1'05" |

| Pos. | Corridore       | Squadra | Tempo    |
| ---- | --------------- | ------- | -------- |
| 1    | Demi Vollering  | SD Worx | 6h46'01" |
| 2    | Juliette Labous | DSM     | a 1'09"  |
| 3    | Clara Copponi   | FDJ     | a 1'19"  |

### 4ª tappa
- 7 ottobre : Shoeburyness > Southend-on-Sea – 117,8 km

Risultati
| Pos. | Corridore       | Squadra | Tempo    |
| ---- | --------------- | ------- | -------- |
| 1    | Lorena Wiebes   | DSM     | 2h54'43" |
| 2    | Chiara Consonni | Valcar  | s.t.     |
| 3    | Chloe Hosking   | Trek    | s.t.     |

| Pos. | Corridore       | Squadra | Tempo    |
| ---- | --------------- | ------- | -------- |
| 1    | Demi Vollering  | SD Worx | 9h40'44" |
| 2    | Juliette Labous | DSM     | a 1'09"  |
| 3    | Clara Copponi   | FDJ     | a 1'19"  |

### 5ª tappa
- 8 ottobre: Colchester > Clacton-on-Sea – 95,4 km

Risultati
| Pos. | Corridore              | Squadra | Tempo    |
| ---- | ---------------------- | ------- | -------- |
| 1    | Lorena Wiebes          | DSM     | 2h19'53" |
| 2    | Elisa Balsamo          | Valcar  | s.t.     |
| 3    | Marjolein Van't Geloof | Drops   | s.t.     |

| Pos. | Corridore       | Squadra | Tempo     |
| ---- | --------------- | ------- | --------- |
| 1    | Demi Vollering  | SD Worx | 12h00'37" |
| 2    | Juliette Labous | DSM     | a 1'09"   |
| 3    | Clara Copponi   | FDJ     | a 1'16"   |

### 6ª tappa
- 9 ottobre: Haverhill > Felixstowe – 155,3 km

Risultati
| Pos. | Corridore     | Squadra | Tempo    |
| ---- | ------------- | ------- | -------- |
| 1    | Elisa Balsamo | Valcar  | 3h53'31" |
| 2    | Lorena Wiebes | DSM     | s.t.     |
| 3    | Chloe Hosking | Trek    | s.t.     |

| Pos. | Corridore       | Squadra | Tempo     |
| ---- | --------------- | ------- | --------- |
| 1    | Demi Vollering  | SD Worx | 15h54'38" |
| 2    | Juliette Labous | DSM     | a 1'02"   |
| 3    | Clara Copponi   | FDJ     | a 1'05"   |

## Evoluzione delle classifiche
| Tappa              | Vincitore          | Classifica generale Maglia blu | Classifica a punti Maglia azzurra | Classifica scalatrici Maglia verde | Classifica a squadre |
| ------------------ | ------------------ | ------------------------------ | --------------------------------- | ---------------------------------- | -------------------- |
| 1ª                 | Marta Bastianelli  | Marta Bastianelli              | Marta Bastianelli                 | Demi Vollering                     | Team SD Worx         |
| 2ª                 | Amy Pieters        | Clara Copponi                  | Clara Copponi                     | Elise Chabbey                      | Team SD Worx         |
| 3ª                 | Demi Vollering     | Demi Vollering                 | Clara Copponi                     | Elise Chabbey                      | Team SD Worx         |
| 4ª                 | Lorena Wiebes      | Demi Vollering                 | Sheyla Gutiérrez                  | Elise Chabbey                      | Team SD Worx         |
| 5ª                 | Lorena Wiebes      | Demi Vollering                 | Lorena Wiebes                     | Elise Chabbey                      | Team SD Worx         |
| 6ª                 | Elisa Balsamo      | Demi Vollering                 | Lorena Wiebes                     | Elise Chabbey                      | Team SD Worx         |
| Classifiche finali | Classifiche finali | Demi Vollering                 | Lorena Wiebes                     | Elise Chabbey                      | Team SD Worx         |

## Classifiche finali

### Classifica generale - Maglia blu
| Pos. | Corridore       | Squadra  | Tempo     |
| ---- | --------------- | -------- | --------- |
| 1    | Demi Vollering  | SD Worx  | 15h54'38" |
| 2    | Juliette Labous | DSM      | a 1'02"   |
| 3    | Clara Copponi   | FDJ      | a 1'05"   |
| 4    | Amy Pieters     | SD Worx  | a 1'07"   |
| 5    | Aude Biannic    | Movistar | a 1'26"   |
| 6    | Leah Kirchmann  | DSM      | a 1'39"   |
| 7    | Alice Barnes    | Canyon   | a 1'41"   |
| 8    | Pfeiffer Georgi | DSM      | a 1'46"   |
| 9    | Elise Chabbey   | Canyon   | a 1'47"   |
| 10   | Joscelin Lowden | Drops    | s.t.      |

### Classifica a punti - Maglia azzurra
| Pos. | Corridore        | Squadra  | Punti |
| ---- | ---------------- | -------- | ----- |
| 1    | Lorena Wiebes    | DSM      | 42    |
| 2    | Chloe Hosking    | Trek     | 37    |
| 3    | Sheyla Gutiérrez | Movistar | 33    |
| 4    | Clara Copponi    | FDJ      | 32    |
| 5    | Elisa Balsamo    | Valcar   | 27    |

### Classifica scalatrici - Maglia verde
| Pos. | Corridore       | Squadra      | Punti |
| ---- | --------------- | ------------ | ----- |
| 1    | Elise Chabbey   | Canyon       | 20    |
| 2    | Ane Santesteban | BikeExchange | 14    |
| 3    | Demi Vollering  | SD Worx      | 11    |
| 4    | Janneke Ensing  | BikeExchange | 6     |
| 5    | Hayley Simmonds | CAMS         | 6     |

### Classifica a squadre
| Pos. | Squadra             | Tempo     |
| ---- | ------------------- | --------- |
| 1    | Team SD Worx        | 31h52'18" |
| 2    | Team DSM            | a 1'24"   |
| 3    | Movistar Team Women | a 3'17"   |
| 4    | Team Tibco-SVB      | a 3'56"   |
| 5    | Canyon-SRAM Racing  | a 5'03"   |